# Pseudotropheus fainzilberi
Pseudotropheus fainzilberi е вид лъчеперка от семейство Цихлиди (Cichlidae).

## Разпространение
Видът е ендемичен за езерото Малави в Африка.

## Описание
На дължина може да достигне до 12,9 см.